# زبان‌تنجیده‌ها
زبان‌تنجیده‌ها (نام علمی: Systeloglossum) نام یک سرده از تیره ثعلبیان است.